# St. Joseph (Tennessee)
St. Joseph – miasto w Stanach Zjednoczonych, w stanie Tennessee, w hrabstwie Lawrence.